# Michajłausk (obwód mohylewski)
Michajłausk (biał. Міхайлаўск; ros. Михайловск) – wieś na Białorusi, w obwodzie mohylewskim, w rejonie mohylewskim, w sielsowiecie Siemukaczy.